# Ali Hashemi
Ali Hashemi (in persiano علی هاشمی‎; Ilam, 1º novembre 1991) è un sollevatore iraniano.

## Palmarès
- Mondiali

Anaheim 2017: oro nei 105 kg.
Aşgabat 2018: oro nei 102 kg.
- Giochi asiatici

Giacarta 2018: bronzo nei 105 kg.
- Campionati asiatici

Phuket 2015: bronzo nei 94 kg.
Tashkent 2016: argento nei 94 kg.
Aşgabat 2017: bronzo nei 105 kg.